# Gottenhouse
Gottenhouse es una localidad y  comuna francesa situada en el departamento de Bajo Rin, en la región de Alsacia. Tiene una población de 352 habitantes (según censo de 1999) y una densidad de 282 h/km².
La denominación de la comuna data del  21 de febrero de 1948, reemplazando a la tradicional en idioma alemán "Gottenhausen".

## Evolución demográfica
| 188 | 208 | 218 | 285 | 313 | 352 |
| Para los censos de 1962 a 1999 la población legal corresponde a la población sin duplicidades (Fuente: INSEE [Consultar]) |     |     |     |     |     |

## Lugares de interés
Órgano musical de Georg Friederich Merckel (1691-1766).